# Waitomo
Ne doit pas être confondu avec district de Waitomo.
Waitomo est une localité rurale de la région de Waikato dans la partie centrale de l'île du Nord de la Nouvelle-Zélande.

## Particularité locale
Elle comprend les grottes de Waitomo, un réseau de cavités, qui constitue une attraction touristique populaire et réputée. Deux villages, Waitomo et Hangatiki, accueillent des visites touristiques.

## Toponymie
Le mot Waitomo vient du langage māori, wai signifiant l'eau et tomo signifiant une doline. Il peut donc être traduit par « l'eau passant à travers un trou ».

## Géologie
Les grottes sont formées dans du calcaire de l'Oligocène
Le Waitomo Caves Hotel (en) est localisé dans le centre-ville de Waitomo.

## Grottes de Waitomo

### Histoire
Le paysage de calcaire du district de Waitomo a été le centre d'une activité touristique consacrée à la spéléologie commerciale, de plus en plus réputée à partir du début des années 1900. Initialement constitué par des promenades impromptues, guidées par des Māori locaux, de grandes sections des grottes situées près des cavités de Waitomo furent plus tard pris en charge par la Couronne et géré comme une attraction touristique  (relativement respectable) à partir de 1904} et au-delà. Un guide touristique de 1915 disait, « la grotte est atteinte par le chemin de fer jusqu'à la gare de gare de Hangatiki, puis 6 miles en coach, le long d'une bonne route ». Aujourd'hui, de nombreuses compagnies, importantes ou plus réduites, spécialisées pour conduire les touristes à travers les grottes du secteur, allant des zones les plus facilement accessibles avec des centaines de touristes à l'heure en pleine saison, jusqu'à des sections relevant de technique de sport extrême, comme la nage dans le réseau de grottes, qui ne sont accessibles qu'à quelques touristes chaque jour. Une visite des grottes de Waitomo, est à la 14e place des « 101 choses qu'un Kiwi doit avoir fait » dans le classement de la New Zealand Automobile Association (en) sur l'enquête portant sur 20 000 automobilistes, publiée en 2007 et en 2004, environ 400 000 visiteurs étaient entrés dans l'une des grottes du secteur.

### Grottes principales

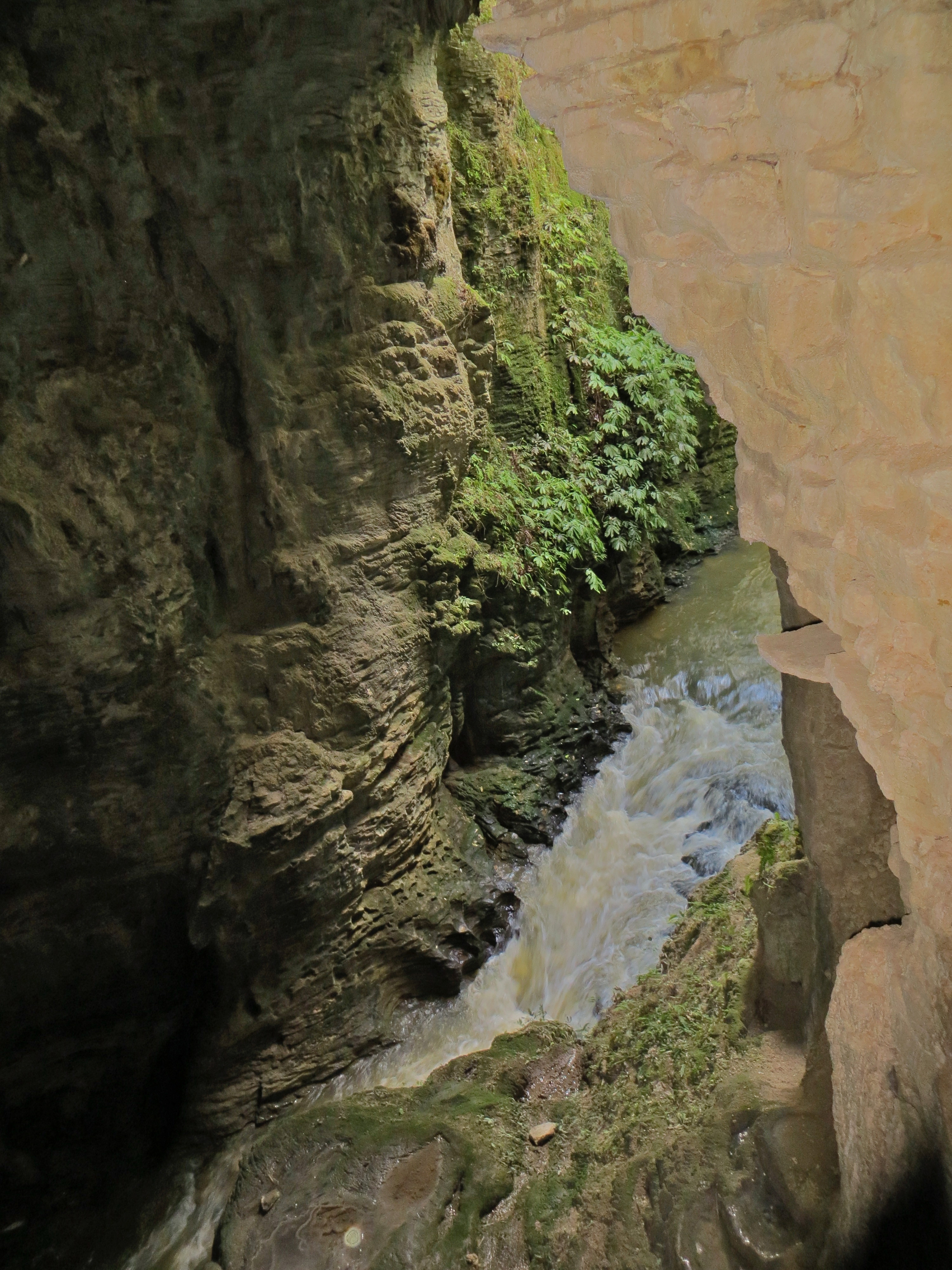
Le 'Waitomo Stream' s'écoule sous l'arche naturelle de Ruakuri

Les grottes principales du secteur sont les réseaux des grottes aux vers luisants de Waitomo, de la grotte de Ruakuri (en), de la grotte d'Aranu, et de la grotte de Gardner's Gut (en). Elles sont notoires pour leurs jeux de stalactites et de stalagmites, et pour la présence de vers luisants (Arachnocampa luminosa). Les grottes de Waitomo apparaissent dans l'épisode 4 de « Caves », dans la série Planète Terre de la BBC.

### Chemin de randonnée
Le chemin de randonnées de Waitomo Walkway court à travers la vallée du cours d’eau nommé : Waitomo Stream (un affluent de la rivière Waipa ) sur 3,3 km à partir du village, au niveau de la réserve de Ruakuri Scenic Reserve. Au niveau de la réserve, le chemin de Ruakuri Walk conduit à travers une courte grotte vers le pont naturel de Ruakuri.
Te Araroa, un itinéraire de randonnée longue distance, passe à travers la région de Waitomo. La section partant du mont Pirongia rejoint le Waitomo Walkway pour entrer dans le village. La section de 17,5 km vers la ville de Te Kuiti passe au-dessus de la rivière Mangapu par un pont suspendu et à travers le Pehitawa (en), une forêt de conifère de type kahikatea.

## Marae
La communauté compte un certain nombre de marae, affiliés au hapū des Maniapoto (en) ,.
- Le marae de Kaputuhi est affilié aux Matakore (en), Pare te Kawa (en), Peehi (en) et Rōrā (en).
- Le marae de Te Kauae et la maison de rencontre de Te Kauae o Niu Tereni sont affiliés aux hapūs de Huiao (en), Kinohaku (en), Peehi (en) et à celui de Te Kanawa (en).
- Le marae Te Korapatu est affilié au hapū de Peehi (en) et Te Kanawa (en).
- Le marae Pohatuiri est affilié au hapū des Uekaha (en).
- Le marae Tokikapu et la maison de rencontre de Matua sont affiliés au hapū des Ruapuha (en), Te Kanawa (en) et Uekaha (en).